# Lineární obal
Lineární obal je jedním ze základních pojmů lineární algebry. Jedná se o množinu tvořenou součty a násobky jistých konkrétně specifikovaných vektorů, prvků vektorového prostoru. Jednou ze základních vlastností lineárního obalu je to, že je to nejmenší vektorový podprostor obsahující tyto předem zadané vektory. Jde tak o nejjednodušší lineární strukturu, kterou lze ze zadaných vektorů vytvořit a jako taková představuje jeden z fundamentálních konceptů lineární algebry.

## Definice
Mějme vektorový prostor {\displaystyle \scriptstyle V} nad tělesem {\displaystyle \scriptstyle T} a množinu vektorů {\displaystyle \scriptstyle {\vec {x}}_{1},{\vec {x}}_{2},\ldots ,{\vec {x}}_{n}} pro jisté přirozené číslo {\displaystyle \scriptstyle n}. Pak množinu všech lineárních kombinací těchto vektorů nazýváme jejich lineárním obalem (anglicky linear span, někdy též linear hull). Označíme-li lineární obal vektorů {\displaystyle \scriptstyle {\vec {x}}_{1},{\vec {x}}_{2},\ldots ,{\vec {x}}_{n}} jako {\displaystyle \scriptstyle \{{\vec {x}}_{1},{\vec {x}}_{2},\ldots ,{\vec {x}}_{n}\}_{\text{lin}}}, můžeme ho matematicky vyjádřit jako množinu
{\displaystyle \{{\vec {x}}_{1},{\vec {x}}_{2},\ldots ,{\vec {x}}_{n}\}_{\text{lin}}=\left\{\sum _{i=1}^{n}\alpha _{i}{\vec {x}}_{i}{\Bigg |}(\forall i\in \{1,\ldots ,n\})(\alpha _{i}\in T)\right\},}
Vektory {\displaystyle \scriptstyle {\vec {x}}_{1},{\vec {x}}_{2},\ldots ,{\vec {x}}_{n}} se pak nazývají generátory lineárního obalu, jim příslušného. Říkáme též, že vektory {\displaystyle \scriptstyle {\vec {x}}_{1},{\vec {x}}_{2},\ldots ,{\vec {x}}_{n}} generují daný lineární obal, potažmo množinu.
Pro lineární obal vektorů {\displaystyle \scriptstyle {\vec {x}}_{1},{\vec {x}}_{2},\ldots ,{\vec {x}}_{n}} se používají různá označení. V anglicky psané literatuře se často vyskytuje označení {\displaystyle \mathrm {span} \{{\vec {x}}_{1},{\vec {x}}_{2},\ldots ,{\vec {x}}_{n}\}}. Lze se však setkat i s dalšími konvencemi jako {\displaystyle \{{\vec {x}}_{1},{\vec {x}}_{2},\ldots ,{\vec {x}}_{n}\}_{\text{lin}}}, {\displaystyle ({\vec {x}}_{1},{\vec {x}}_{2},\ldots ,{\vec {x}}_{n})}, {\displaystyle [{\vec {x}}_{1},{\vec {x}}_{2},\ldots ,{\vec {x}}_{n}]}, {\displaystyle [{\vec {x}}_{1},{\vec {x}}_{2},\ldots ,{\vec {x}}_{n}]_{\lambda }} či {\displaystyle \langle {\vec {x}}_{1},{\vec {x}}_{2},\ldots ,{\vec {x}}_{n}\rangle }. V tomto článku budeme lineární obal značit {\displaystyle \{{\vec {x}}_{1},{\vec {x}}_{2},\ldots ,{\vec {x}}_{n}\}_{\text{lin}}} v souladu s monografií .
Uvažujme nyní nějakou neprázdnou podmnožinu {\displaystyle \scriptstyle M} vektorového prostoru {\displaystyle \scriptstyle V}. Lineární obal vektorů ležících v {\displaystyle \scriptstyle M} se pak značí např. {\displaystyle M_{\text{lin}}}. Je třeba zdůraznit, že pokud má {\displaystyle \scriptstyle M} nekonečně mnoho prvků, tak její lineární obal tvoří jen lineární kombinace vždy konečně mnoha vektorů vybraných z {\displaystyle \scriptstyle M}. V matematické notaci tedy
{\displaystyle M_{\text{lin}}=\left\{\sum _{i=1}^{n}\alpha _{i}{\vec {x}}_{i}{\Bigg |}(n\in \mathbb {N} )\wedge (\forall i\in \{1,\ldots ,n\})(\alpha _{i}\in T\wedge {\vec {x}}_{i}\in M)\right\}.}
Vektorové prostory můžeme zavádět nad různými tělesy. Pokud máme vektorový prostor nad nějakým tělesem, má smysl v takovémto prostoru uvažovat i lineární obaly tvořené lineárními kombinacemi s koeficienty, jež leží v podtělese daného tělesa. Vlastnosti těchto lineárních obalů se pak liší od jejich protějšků s koeficienty z celého tělesa, nad kterým je vektorový prostor definován. Typickým příkladem je (nějaký) vektorový prostor {\displaystyle \scriptstyle V} definovaný nad tělesem komplexních čísel {\displaystyle \scriptstyle \mathbb {C} }, ve kterém uvažujeme soubor vektorů {\displaystyle \scriptstyle \{{\vec {x}}_{1},\ldots ,{\vec {x}}_{n}\}} a jejich lineární obal tvořený pouze lineárními kombinacemi s reálnými koeficienty. Takovýto lineární obal se někdy značí jako
{\displaystyle \mathbb {R} \mathrm {-span} \{{\vec {x}}_{1},\ldots ,{\vec {x}}_{n}\}=\left\{\sum _{i=1}^{n}\alpha _{i}{\vec {x}}_{i}{\Bigg |}(\forall i\in \{1,\ldots ,n\})(\alpha _{i}\in \mathbb {R} )\right\},}
Pro rozlišení se pro lineární obal s komplexními lineárními kombinacemi pak užívá analogické označení
{\displaystyle \mathbb {C} \mathrm {-span} \{{\vec {x}}_{1},\ldots ,{\vec {x}}_{n}\}=\left\{\sum _{i=1}^{n}\alpha _{i}{\vec {x}}_{i}{\Bigg |}(\forall i\in \{1,\ldots ,n\})(\alpha _{i}\in \mathbb {C} )\right\}.}

## Geometrická interpretace

Obr. 1: Vektory ve trojrozměrném Euklidově prostoru, neboli v. Na obrázku jsou vyobrazeny dva vektory coby šipky a jejich lineární obaly coby přímky ležící ve směru těchto vektorů.

Obr. 2: Tytéž vektory jako na obrázku výše. Nyní je ale brán jejich společný lineární obal, ne lineární obaly každého vektoru zvlášť. Tento lineární obal je vyobrazen jako rovina, v níž dva uvažované vektory leží. Na obrázku je pro přehlednost zakreslena modrou barvou jen část této roviny. Tmavší barva přitom odpovídá části roviny nacházející se pod souřadnicovou rovinou x-y.

Lineárnímu obalu můžeme dát snadnou geometrickou interpretaci, přinejmenším v případě lineárních kombinací aritmetických vektorů. Nechť jsou tedy vektory uspořádané n-tice reálných čísel. Pro jednoduchost vezměme trojrozměrný prostor {\displaystyle \scriptstyle \mathbb {R} ^{3}} nad reálným tělesem, tj. n = 3. Pracujeme nyní tedy s uspořádanými trojicemi reálných čísel, které sčítáme a násobíme číslem následujícím způsobem
{\displaystyle \alpha {\begin{pmatrix}x_{1}\\x_{2}\\x_{3}\end{pmatrix}}\quad +\quad {\begin{pmatrix}y_{1}\\y_{2}\\y_{3}\end{pmatrix}}\quad =\quad {\begin{pmatrix}\alpha x_{1}+y_{1}\\\alpha x_{2}+y_{2}\\\alpha x_{3}+y_{3}\end{pmatrix}}.}
Prvky tohoto prostoru si lze představovat ve "fyzikálním smyslu", tj. jako šipky vedoucí z počátku soustavy souřadnic, pro větší názornost viz oddíl Geometrická interpretace v článku Lineární kombinace. Sčítání vektorů ve smyslu vyznačeném výše odpovídá skládání šipek. Neboť máme trojrozměrný prostor, existuje v něm nejvýše trojprvková množina lineárně nezávislých vektorů. Bereme-li po řadě jedno-, dvou- a tříprvkové množiny lineárně nezávislých vektorů, jejich lineární obal lze geometricky interpretovat takto:
- Lineární obal jednoho (nenulového) vektoru {\displaystyle \{{\vec {x}}\}_{\text{lin}}} obsahuje pouze jeho číselné násobky {\displaystyle \scriptstyle \alpha {\vec {x}}}, kde {\displaystyle \scriptstyle \alpha } je libovolné reálné číslo. Násobení číslem si přitom lze představovat jako natahování či zkracování vektoru alias šipky {\displaystyle \scriptstyle {\vec {x}}}. (Násobení záporným číslem pak představuje současně i obracení směru šipky.) Lineární obal {\displaystyle \{{\vec {x}}\}_{\text{lin}}} jednoho vektoru tedy obsahuje všechny body, kam dosáhnou všechna možná prodloužení či zkrácení šipky {\displaystyle \scriptstyle {\vec {x}}}. Tyto body tvoří přímku ve směru šipky {\displaystyle \scriptstyle {\vec {x}}}. Můžeme tedy shrnout, že lineární obal jednoho (nenulového) vektoru je přímka ve směru tohoto vektoru.
- Lineární obal dvou (nenulových) vektorů {\displaystyle \{{\vec {x}},{\vec {y}}\}_{\text{lin}}} si lze představit jako rovinu, v níž leží vektory {\displaystyle \scriptstyle {\vec {x}}} a {\displaystyle \scriptstyle {\vec {y}}}. (Předpokládáme, že {\displaystyle \scriptstyle {\vec {x}}} a {\displaystyle \scriptstyle {\vec {y}}} jsou lineárně nezávislé vektory.) Abychom toto tvrzení osvětlili matematicky, zapišme si vektory ve složkách: {\displaystyle \scriptstyle {\vec {x}}=(x_{1},x_{2},x_{3})}, {\displaystyle \scriptstyle {\vec {y}}=(y_{1},y_{2},y_{3})}. Pak jejich lineární kombinace pro libovolné parametry {\displaystyle \scriptstyle \alpha ,\beta \in \mathbb {R} } zní

{\displaystyle {\begin{pmatrix}z_{1}\\z_{2}\\z_{3}\end{pmatrix}}={\begin{pmatrix}\alpha x_{1}+\beta y_{1}\\\alpha x_{2}+\beta y_{2}\\\alpha x_{3}+\beta y_{3}\end{pmatrix}}.}
Ukážeme, že vektory tvořené čísly {\displaystyle \scriptstyle (z_{1},z_{2},z_{3})} leží v rovině. Platí {\displaystyle \scriptstyle z_{1}=\alpha x_{1}+\beta y_{1}}, z čehož dostáváme {\displaystyle \scriptstyle \alpha =(z_{1}-\beta y_{1})/x_{1}}. Podobně ze vztahu {\displaystyle \scriptstyle z_{2}=\alpha x_{2}+\beta y_{2}=((z_{1}-\beta y_{1})/x_{1})x_{2}+\beta y_{2}} dostáváme {\displaystyle \scriptstyle \beta =(x_{1}z_{2}-x_{2}z_{1})/(x_{1}y_{2}-y_{1}x_{2})}. Když výrazy pro {\displaystyle \scriptstyle \alpha } a {\displaystyle \scriptstyle \beta } dosadíme do posledního vztahu {\displaystyle \scriptstyle z_{3}=\alpha x_{3}+\beta y_{3}} a upravíme, obdržíme rovnici
{\displaystyle z_{1}(x_{2}y_{3}-x_{3}y_{2})+z_{2}(x_{3}y_{1}-x_{3}y_{1})+z_{3}(x_{1}y_{2}-x_{2}y_{1})=0.}
Když si nyní konstanty v rovnici výše přeznačíme způsobem
{\displaystyle a=x_{2}y_{3}-x_{3}y_{2},\quad b=x_{3}y_{1}-x_{3}y_{1},\quad c=x_{1}y_{2}-x_{2}y_{1}}
a volné parametry způsobem
{\displaystyle x=z_{1},\quad y=z_{2},\quad z=z_{3}}
přejde výše uvedená rovnice do tvaru
{\displaystyle ax+by+cz=0.}
Tato rovnice je analytický zápis roviny ve trojrozměrném prostoru, kde čísla {\displaystyle \scriptstyle x,y,z} představují souřadnice libovolného bodu roviny a {\displaystyle \scriptstyle a,b,c} jsou pevně zvolené koeficienty. Ukázali jsme tak, že lineární obal dvou lineárně nezávislých vektorů je rovina. Protože se v rovnici výše nenachází absolutní člen, tj. d = 0, tak tato rovina prochází počátkem souřadnic. Kdyby byly vektory {\displaystyle \scriptstyle {\vec {x}}} a {\displaystyle \scriptstyle {\vec {y}}} lineárně závislé, tak se jejich lineární obal redukuje do lineárního obalu jediného vektoru, tj. do přímky. To odpovídá geometrické představě, kdy máme dvě šipky stejného, resp. přesně opačného, směru, které se nanejvýš liší pouze svou velikostí.
- Lineární obal tří (nenulových) vektorů {\displaystyle \{{\vec {x}}_{1},{\vec {x}}_{2},{\vec {x}}_{3}\}_{\text{lin}}} představuje celý prostor {\displaystyle \scriptstyle \mathbb {R} ^{3}}. Máme totiž trojici lineárně nezávislých vektorů, které tím pádem tvoří bázi a jakoukoli šipku lze z vhodných násobků těchto tří vektorů nakombinovat. Podobně jako v předchozím bodu, pokud jsou z těchto tří vektorů lineárně nezávislé jen dva, tak se nám jejich lineární obal redukuje do roviny. Geometricky vzato, třetí šipka leží v rovině vytyčené prvními dvěma šipkami. Pokud by byly lineárně závislé všechny tři vektory, tak se nám jejich lineární obal redukuje na pouhou přímku, tj. všechny tři šipky leží ve stejném, popř. přesně opačném, směru.
- Extrémním případem je lineární obal nulového vektoru {\displaystyle \{{\vec {0}}\}_{\text{lin}}}. Tento obal je tvořen pouze nulovým vektorem samotným a lze ho tak interpretovat jako jediný bod ležící v počátku souřadnic.

Pro ilustraci výše uvedených případů je na obrázcích vpravo příklad dvou vektorů v trojrozměrném prostoru {\displaystyle \scriptstyle \mathbb {R} ^{3}} se souřadnicemi
{\displaystyle {\vec {x}}_{1}={\begin{pmatrix}-2\\-4\\0\end{pmatrix}},\quad {\vec {x}}_{2}={\begin{pmatrix}-2\\2\\3\end{pmatrix}}.}
Na obrázku Obr. 1 jsou přímkami ležícími ve směru těchto vektorů reprezentovány (jednorozměrné) lineární obaly každého z vektorů, tj. {\displaystyle \scriptstyle \{{\vec {x}}_{1}\}_{\text{lin}}} a {\displaystyle \scriptstyle \{{\vec {x}}_{2}\}_{\text{lin}}}. Lineární obal vektoru {\displaystyle \scriptstyle {\vec {x}}_{1}} je tvořen všemi šipkami ležícími na přímce tímto vektorem procházející, podobně pro {\displaystyle \scriptstyle {\vec {x}}_{2}}. Na obrázku Obr. 2 je pak modře zbarvenou rovinou "ležící" na obou vektorech vyobrazen dvourozměrný lineární obal obou vektorů společně, tj. {\displaystyle \scriptstyle \{{\vec {x}}_{1},{\vec {x}}_{2}\}_{\text{lin}}}. Lineární obal je nutno si představovat jako všechny šipky ležící ve zbarvené rovině. Přitom je pro snazší přehlednost zobrazena jen část této roviny, modrá barva by se správně samozřejmě měla rozprostírat ve všech směrech do nekonečna. Tmavší část odpovídá části roviny ležící pod souřadnicovou rovinou x-y, světlejší část pak části roviny ležící nad rovinou x-y. Modrými přímkami jsou vyznačeny průsečnice roviny coby lineárního obalu se souřadnicovými rovinami x-z a x-y.
Je dobré zmínit, že všechny výše uvedené geometrické útvary nemohou ležet v prostoru zcela libovolně, ale nutně musí procházet počátkem souřadnic. Toto omezení vyplývá z toho, že nulový vektor (odpovídající počátku souřadnic v geometrické reprezentaci šipek) leží v každém lineárním obalu (viz vlastnosti lineárního obalu výše). Z tohoto pohledu zobecňuje pojem lineárního obalu lineární varieta, jež může představovat i přímky či roviny obecně neprocházející počátkem soustavy souřadnic.

## Vlastnosti

### Nulový vektor v lineárním obalu
- Lineární obal jakýchkoli vektorů obsahuje nulový vektor, tj.

{\displaystyle (\forall n\in \mathbb {N} )(\forall ({\vec {x}}_{1},\ldots ,{\vec {x}}_{n})\in V)({\vec {0}}\in \{{\vec {x}}_{1},\ldots ,{\vec {x}}_{n}\}_{\text{lin}})}
Důkaz: Zřejmý. Stačí uvažovat lineární kombinaci vektorů, v níž jsou všechny koeficienty nulové.
- Lineární obal nulového vektoru je pouze samotný nulový vektor, tj.

{\displaystyle (\{{\vec {0}}\}_{\text{lin}}=\{{\vec {0}}\})}
Důkaz: Vyplývá z axiomů vektorového prostoru. Libovolný násobek nulového vektoru je opět nulový vektor.

### Lineární obal jako podprostor
- Lineární obal je uzavřený na sčítání vektorů a násobení vektoru číslem z tělesa, tj. lineární obal je podprostor vektorového prostoru {\displaystyle \scriptstyle V}. Symbolicky

{\displaystyle (\forall n\in \mathbb {N} )(\forall ({\vec {x}}_{1},\ldots ,{\vec {x}}_{n})\in V)(\forall {\vec {x}},{\vec {y}}\in \{{\vec {x}}_{1},\ldots ,{\vec {x}}_{n}\}_{\text{lin}})(\forall \alpha \in T)(\alpha {\vec {x}}+{\vec {y}}\in \{{\vec {x}}_{1},\ldots ,{\vec {x}}_{n}\}_{\text{lin}})}
Důkaz: Nechť {\displaystyle \scriptstyle {\vec {x}}=\sum _{i=1}^{n}\alpha _{i}{\vec {x}}_{i}} a {\displaystyle \scriptstyle {\vec {y}}=\sum _{i=1}^{n}\beta _{i}{\vec {x}}_{i}}. Pak je zřejmě též {\displaystyle \scriptstyle \alpha {\vec {x}}+{\vec {y}}=\sum _{i=1}^{n}(\alpha _{i}+\alpha \beta _{i}){\vec {x}}_{i}} lineární kombinací generátorů lineárního obalu {\displaystyle \scriptstyle \{{\vec {x}}_{1},\ldots ,{\vec {x}}_{n}\}_{\text{lin}}}.
- Lineární obal vektorů {\displaystyle \scriptstyle {\vec {x}}_{1},\ldots ,{\vec {x}}_{n}} je nejmenší (ve smyslu inkluze) podprostor vektorového prostoru {\displaystyle \scriptstyle V}, který obsahuje {\displaystyle \scriptstyle {\vec {x}}_{1},\ldots ,{\vec {x}}_{n}}. Neboli, lineární obal vektorů {\displaystyle \scriptstyle {\vec {x}}_{1},\ldots ,{\vec {x}}_{n}} je roven průniku všech podprostorů {\displaystyle \scriptstyle P} vektorového prostoru {\displaystyle \scriptstyle V}, které obsahují tyto vektory. Matematicky zapsáno

{\displaystyle \{{\vec {x}}_{1},{\vec {x}}_{2},\ldots ,{\vec {x}}_{n}\}_{\text{lin}}=\bigcap _{P\subset \subset V,\{{\vec {x}}_{1},\ldots ,{\vec {x}}_{n}\}\subset P}P}
Důkaz: Každý z podprostorů, přes něž je prováděn průnik, obsahuje vektory {\displaystyle \scriptstyle {\vec {x}}_{1},\ldots ,{\vec {x}}_{n}}. Tyto vektory tedy musí ležet i v průniku všech těchto podprostorů. Navíc platí, že průnik podprostorů je opět podprostor. To znamená, že pravá strana výše uvedené rovnosti musí obsahovat alespoň všechny lineární kombinace vektorů {\displaystyle \scriptstyle {\vec {x}}_{1},\ldots ,{\vec {x}}_{n}} neboli jejich lineární obal. Inkluze zleva doprava je tedy dokázána. K důkazu opačné inkluze musíme ukázat, že množina na pravé straně rovnosti je podmnožinou množiny na straně levé. Nyní si ale stačí uvědomit, že samotný lineární obal {\displaystyle \scriptstyle \{{\vec {x}}_{1},{\vec {x}}_{2},\ldots ,{\vec {x}}_{n}\}_{\text{lin}}} je také podprostor, který obsahuje vektory {\displaystyle \scriptstyle {\vec {x}}_{1},{\vec {x}}_{2},\ldots ,{\vec {x}}_{n}}. Protože na pravé straně provádíme průnik přes všechny podprostory s touto vlastností, tak jedním z podprostorů {\displaystyle \scriptstyle P} bude i lineární obal {\displaystyle \scriptstyle \{{\vec {x}}_{1},{\vec {x}}_{2},\ldots ,{\vec {x}}_{n}\}_{\text{lin}}} a průnik nemůže být tedy větší než tento lineární obal.

### Ostatní
- Lineární obal se nezmění, změníme-li pořadí jeho generátorů, tj.

{\displaystyle (\forall n\in \mathbb {N} )(\forall ({\vec {x}}_{1},\ldots ,{\vec {x}}_{n})\in V)(\forall \sigma \in S_{n})(\{{\vec {x}}_{1},\ldots ,{\vec {x}}_{n}\}_{\text{lin}}=\{{\vec {x}}_{\sigma (1)},\ldots ,{\vec {x}}_{\sigma (n)}\}_{\text{lin}})},
kde {\displaystyle \scriptstyle S_{n}} je množina všech permutací množiny {\displaystyle \scriptstyle \{1,\ldots ,n\}}.
Důkaz: U dané permutace {\displaystyle \scriptstyle \sigma } a konkrétní lineární kombinace {\displaystyle \scriptstyle \alpha _{1}{\vec {x}}_{1}+\ldots +\alpha _{n}{\vec {x}}_{n}} jen propermutuji koeficienty {\displaystyle \scriptstyle \alpha _{i}} podle {\displaystyle \scriptstyle \sigma }. Lineární kombinace navíc nezávisí na pořadí sčítání prvků díky komutativitě sčítání vektorů ve vektorovém prostoru. Dostali jsme tak bijektivní zobrazení mezi vektory z obou lineárních obalů, kde koeficientům lineární kombinace v jednou obalu přiřazuji propermutované koeficienty lineární kombinace v obalu druhém.
- Máme-li vektor {\displaystyle \scriptstyle y\in V}, který patří do lineárního obalu vektorů {\displaystyle \scriptstyle {\vec {x}}_{1},{\vec {x}}_{2},\ldots ,{\vec {x}}_{n}}, tak jeho přidáním do souboru generátorů tento lineární obal nezměním, tj.

{\displaystyle (\forall n\in \mathbb {N} )(\forall ({\vec {x}}_{1},\ldots ,{\vec {x}}_{n})\in V)(\forall y\in V)({\vec {y}}\in \{{\vec {x}}_{1},\ldots ,{\vec {x}}_{n}\}_{\text{lin}}\quad \Rightarrow \quad \{{\vec {x}}_{1},\ldots ,{\vec {x}}_{n}\}_{\text{lin}}=\{{\vec {x}}_{1},\ldots ,{\vec {x}}_{n},{\vec {y}}\}_{\text{lin}})}
Důkaz: Mějme {\displaystyle \scriptstyle {\vec {y}}\in \{{\vec {x}}_{1},{\vec {x}}_{2},\ldots ,{\vec {x}}_{n}\}_{\text{lin}}}. Dokažme nejprve inkluzi zleva doprava. Každá lineární kombinace z {\displaystyle \scriptstyle \{{\vec {x}}_{1},{\vec {x}}_{2},\ldots ,{\vec {x}}_{n}\}_{\text{lin}}} se dá zřejmě vyjádřit jako {\displaystyle \scriptstyle \sum _{i=1}^{n}\alpha _{i}{\vec {x}}_{i}+0{\vec {y}}}, tj. leží i v {\displaystyle \scriptstyle \{{\vec {x}}_{1},\ldots ,{\vec {x}}_{n},{\vec {y}}\}_{\text{lin}}}. Nyní opačná inkluze. Mějme lineární kombinaci z {\displaystyle \scriptstyle \{{\vec {x}}_{1},\ldots ,{\vec {x}}_{n},{\vec {y}}\}_{\text{lin}}} tvaru {\displaystyle \scriptstyle \sum _{i=1}^{n}\alpha _{i}{\vec {x}}_{i}+\alpha _{n+1}{\vec {y}}}. Víme navíc z předpokladů, že {\displaystyle \scriptstyle {\vec {y}}} se dá vyjádřit jako jistá lineární kombinace tvaru {\displaystyle \scriptstyle {\vec {y}}=\sum _{j=1}^{n}\beta _{j}{\vec {x}}_{j}}. Dosazením do původní lineární kombinace tak dostáváme {\displaystyle \scriptstyle \sum _{i=1}^{n}\alpha _{i}{\vec {x}}_{i}+\alpha _{n+1}(\sum _{j=1}^{n}\beta _{j}{\vec {x}}_{j})=\sum _{i=1}^{n}(\alpha _{i}+\alpha _{n+1}\beta _{i}){\vec {x}}_{i}}. Tj. obdrželi jsme lineární kombinaci z {\displaystyle \scriptstyle \{{\vec {x}}_{1},\ldots ,{\vec {x}}_{n}\}_{\text{lin}}}.
- Lineární obal lineárního obalu množiny {\displaystyle \scriptstyle M} je roven lineárnímu obalu množiny {\displaystyle \scriptstyle M}, tj.

{\displaystyle (\forall M\subset V)(M\neq \emptyset )(M_{\text{lin}}=(M_{\text{lin}})_{\text{lin}})}
Důkaz: Inkluze zleva doprava je zřejmá. Generátory lineárního obalu lineárního obalu jsou prvky původního lineárního obalu. Pro inkluzi zprava doleva si stačí uvědomit, že vektor {\displaystyle \scriptstyle {\vec {z}}\in (M_{\text{lin}})_{\text{lin}}} má tvar {\displaystyle \scriptstyle {\vec {z}}=\sum _{i=1}^{k}\alpha _{i}{\vec {y}}_{i}}, kde {\displaystyle \scriptstyle (\forall i\in \{1,\ldots ,k\})({\vec {y}}_{i}\in M_{\text{lin}})}. Tedy {\displaystyle \scriptstyle {\vec {y}}_{i}=\sum _{j_{i}=1}^{l_{i}}(\beta _{i})_{j_{i}}({\vec {x}}_{i})_{j_{i}}}, kde {\displaystyle \scriptstyle (\forall j_{i}\in \{1,\ldots ,l\})(({\vec {x}}_{i})_{j_{i}}\in M)}. (Pro každé {\displaystyle \scriptstyle {\vec {y}}_{i}} mám obecně jinou sadu vektorů {\displaystyle \scriptstyle {\vec {x}}}, proto označujeme {\displaystyle \scriptstyle {\vec {x}}} a {\displaystyle \scriptstyle \beta } dvěma indexy.) Celkem tedy dostáváme {\displaystyle \scriptstyle {\vec {z}}=\sum _{i=1}^{k}\sum _{j_{i}=1}^{l_{i}}\alpha _{i}(\beta _{i})_{j_{i}}({\vec {x}}_{i})_{j_{i}}}, což je lineární kombinace vektorů z {\displaystyle \scriptstyle M}.
- Neprázdná množina {\displaystyle \scriptstyle M} je podmnožinou svého lineárního obalu, tj.

{\displaystyle (\forall M\subset V)(M\neq \emptyset )(M\subset M_{\text{lin}})}
Důkaz: Mám-li vektor {\displaystyle \scriptstyle {\vec {x}}\in M}, tak ho můžu chápat jako generátor lineárního obalu {\displaystyle \scriptstyle M_{\text{lin}}} a jemu odpovídající lineární kombinace má všechny koeficienty nulové vyjma toho, který přísluší právě vektoru {\displaystyle \scriptstyle {\vec {x}}} coby generátoru (tento koeficient je pak roven jedné).
- Pokud je {\displaystyle \scriptstyle M} neprázdnou podmnožinou {\displaystyle \scriptstyle N}, kde {\displaystyle \scriptstyle M,N\subset V}, tak lineární obal množiny {\displaystyle \scriptstyle M} je podmnožinou lineárního obalu podmnožiny {\displaystyle \scriptstyle N}, tj.

{\displaystyle (\forall M,N\subset V)(M,N\neq \emptyset )(M\subset N\quad \Rightarrow \quad M_{\text{lin}}\subset N_{\text{lin}})}
Důkaz: Neboť generátory {\displaystyle \scriptstyle M_{\text{lin}}} leží v {\displaystyle \scriptstyle M}, tj. i v {\displaystyle \scriptstyle N}, tak tvoří podmnožinu generátorů {\displaystyle \scriptstyle N_{\text{lin}}}.

### Steinitzova věta o výměně
Mějme množinu {\displaystyle \scriptstyle n} lineárně nezávislých vektorů {\displaystyle \scriptstyle X=\{{\vec {x}}_{1},\ldots ,{\vec {x}}_{n}\}} a dále množinu {\displaystyle \scriptstyle m} vektorů {\displaystyle \scriptstyle Y=\{{\vec {y}}_{1},\ldots ,{\vec {y}}_{m}\}}. Nechť lze navíc libovolný vektor z množiny {\displaystyle \scriptstyle X} vyjádřit jako lineární kombinaci vektorů z množiny {\displaystyle \scriptstyle Y}. Pak platí, že vektorů v množině {\displaystyle \scriptstyle X} nemůže být víc než vektorů v množině {\displaystyle \scriptstyle Y}. Pokud jich je stejně, tak se lineární obaly množin {\displaystyle \scriptstyle X} a {\displaystyle \scriptstyle Y} rovnají. Pokud je vektorů v množině {\displaystyle \scriptstyle Y} více než vektorů v {\displaystyle \scriptstyle X}, tak lze ke generátorům lineárního obalu množiny {\displaystyle \scriptstyle X} přidat vhodných {\displaystyle \scriptstyle m-n} dodatečných vektorů z množiny {\displaystyle \scriptstyle Y} tak, že tyto vektory dohromady generují lineární obal množiny {\displaystyle \scriptstyle Y}.

## Příklady

### Příklad 1 — Aritmetické vektory
Uvažujme vektorový prostor {\displaystyle \scriptstyle V=\mathbb {R} ^{4}} nad tělesem reálných čísel {\displaystyle \scriptstyle \mathbb {R} } s klasicky zavedenými operacemi sčítání vektorů a násobení vektorů číslem (tj. po prvcích). Dále vezměme následující tři vektory
{\displaystyle \left\{{\begin{pmatrix}0\\1\\-3\\0\end{pmatrix}},\quad {\begin{pmatrix}1\\0\\0\\0\end{pmatrix}},\quad {\begin{pmatrix}4\\2\\-6\\1\end{pmatrix}}\right\}}
Obecná lineární kombinace těchto tří vektorů bude vypadat následovně
{\displaystyle \alpha _{1}{\begin{pmatrix}0\\1\\-3\\0\end{pmatrix}}+\alpha _{2}{\begin{pmatrix}1\\0\\0\\0\end{pmatrix}}+\alpha _{3}{\begin{pmatrix}4\\2\\-6\\1\end{pmatrix}}={\begin{pmatrix}\alpha _{2}+4\alpha _{3}\\\alpha _{1}+2\alpha _{3}\\-3\alpha _{1}-6\alpha _{3}\\\alpha _{3}\end{pmatrix}}}
kde {\displaystyle \scriptstyle \alpha _{1},\alpha _{2},\alpha _{3}\in \mathbb {R} }. Lineární obal výše uvedených vektorů tedy zní
{\displaystyle \left\{{\begin{pmatrix}0\\1\\-3\\0\end{pmatrix}},\quad {\begin{pmatrix}1\\0\\0\\0\end{pmatrix}},\quad {\begin{pmatrix}4\\2\\-6\\1\end{pmatrix}}\right\}_{\text{lin}}=\left\{{\begin{pmatrix}\alpha _{2}+4\alpha _{3}\\\alpha _{1}+2\alpha _{3}\\-3\alpha _{1}-6\alpha _{3}\\\alpha _{3}\end{pmatrix}}{\Bigg |}\alpha _{1},\alpha _{2},\alpha _{3}\in \mathbb {R} \right\}}

### Příklad 2 — Aritmetické vektory podruhé
Nyní uvažujme tutéž situaci jako v prvním příkladu s jediným malým rozdílem: položme čtvrtou složku třetího vektoru rovnou nule. Máme tedy vektory
{\displaystyle \left\{{\begin{pmatrix}0\\1\\-3\\0\end{pmatrix}},\quad {\begin{pmatrix}1\\0\\0\\0\end{pmatrix}},\quad {\begin{pmatrix}4\\2\\-6\\0\end{pmatrix}}\right\}}
Tato zdánlivě malá změna má poněkud větší následky ve tvaru výsledného lineárního obalu. Je totiž snadno vidět, že třetí vektor je nyní lineární kombinací dvou předchozích, konkrétně součtem dvojnásobku prvního a čtyřnásobku druhého. Neboli
{\displaystyle 2{\begin{pmatrix}0\\1\\-3\\0\end{pmatrix}}+4{\begin{pmatrix}1\\0\\0\\0\end{pmatrix}}={\begin{pmatrix}4\\2\\-6\\0\end{pmatrix}}}
Obecná lineární kombinace těchto tří vektorů má tvar
{\displaystyle \alpha _{1}{\begin{pmatrix}0\\1\\-3\\0\end{pmatrix}}+\alpha _{2}{\begin{pmatrix}1\\0\\0\\0\end{pmatrix}}+\alpha _{3}{\begin{pmatrix}4\\2\\-6\\0\end{pmatrix}}={\begin{pmatrix}\alpha _{2}+4\alpha _{3}\\\alpha _{1}+2\alpha _{3}\\-3\alpha _{1}-6\alpha _{3}\\0\end{pmatrix}}={\begin{pmatrix}\alpha _{2}+4\alpha _{3}\\\alpha _{1}+2\alpha _{3}\\-3(\alpha _{1}+2\alpha _{3})\\0\end{pmatrix}}={\begin{pmatrix}\beta \\\gamma \\-3\gamma \\0\end{pmatrix}}}
kde {\displaystyle \scriptstyle \alpha _{1},\alpha _{2},\alpha _{3}\in \mathbb {R} } a
{\displaystyle \beta =\alpha _{2}+4\alpha _{3},\gamma =\alpha _{1}+2\alpha _{3}}.
Všechny možné lineární kombinace máme nyní popsány pouze dvěma parametry {\displaystyle \scriptstyle \beta ,\gamma \in \mathbb {R} }. To je následek toho, že lze třetí vektor vyjádřit pomocí dvou předchozích, neboli tři vektory výše jsou lineárně závislé. Lineární obal těchto tří vektorů tedy vypadá následovně
{\displaystyle \left\{{\begin{pmatrix}0\\1\\-3\\0\end{pmatrix}},\quad {\begin{pmatrix}1\\0\\0\\0\end{pmatrix}},\quad {\begin{pmatrix}4\\2\\-6\\0\end{pmatrix}}\right\}_{\text{lin}}=\left\{{\begin{pmatrix}\beta \\\gamma \\-3\gamma \\0\end{pmatrix}}{\Bigg |}\beta ,\gamma \in \mathbb {R} \right\}}

### Příklad 3 — Nekonečný počet generátorů
Teď pro změnu uvažujme vektorový prostor všech spojitých funkcí nad reálným tělesem {\displaystyle \scriptstyle \mathbb {R} } s přirozeně definovanými operacemi sčítání a násobení funkce číslem. Dále uvažujme (nekonečnou) množinu všech funkcí tvaru
{\displaystyle f_{k}(x)=x^{k},\quad k\in \mathbb {N} _{0}}
(Jedná se vlastně o jednoparametrickou množinu funkcí parametrizovanou přirozeným parametrem {\displaystyle \scriptstyle k}, který může nabývat i nulové hodnoty.) Lineární obal takovéto množiny funkcí {\displaystyle \scriptstyle \{f_{k}\}_{k\in \mathbb {N} _{0}}} je množina všech reálných polynomů, tj. funkcí tvaru
{\displaystyle P(x)=\sum _{k=0}^{n}\alpha _{k}x^{k},\quad n\in \mathbb {N} ,}
kde {\displaystyle \scriptstyle (\forall k\in \{0,\ldots ,n\})(\alpha _{k}\in \mathbb {R} )}. Bereme tedy jen konečné lineární kombinace prvků z {\displaystyle \scriptstyle \{f_{k}\}_{k\in \mathbb {N} _{0}}}, viz poznámka u definice lineárních obalů pro nekonečné množiny.

### Příklad 4 — Závislost na tělese
Vektorový prostor {\displaystyle \scriptstyle V} v definici zahrnuje i těleso, nad kterým je definován. Ačkoli můžeme brát "tutéž" množinu vektorů, tak se její vlastnosti v závislosti na zvoleném tělese mohou velmi lišit. Uvažujme množinu {\displaystyle \scriptstyle \mathbb {C} ^{2}} (zatím jen jako množinu, ne jako vektorový prostor). V této množině dále uvažujme tři její prvky následujícího tvaru:
{\displaystyle \left\{{\begin{pmatrix}1\\0\end{pmatrix}},{\begin{pmatrix}i\\0\end{pmatrix}},{\begin{pmatrix}0\\1\end{pmatrix}}\right\},}
kde {\displaystyle \scriptstyle i} značí imaginární jednotku. Bereme-li nyní množinu {\displaystyle \scriptstyle \mathbb {C} ^{2}} jako vektorový prostor s klasicky definovanými operacemi sčítání a násobení číslem z tělesa, tak se lineární obal tří výše uvedených vektorů liší podle toho, jaké těleso jsme si zvolili. Konkrétně, pokud uvažujeme {\displaystyle \scriptstyle \mathbb {C} ^{2}} jako vektorový prostor nad tělesem {\displaystyle \scriptstyle \mathbb {R} }, tak lineární obal vektorů výše vypadá takto
{\displaystyle \left\{{\begin{pmatrix}1\\0\end{pmatrix}},{\begin{pmatrix}i\\0\end{pmatrix}},{\begin{pmatrix}0\\1\end{pmatrix}}\right\}_{\text{lin}}\quad =\quad \left\{{\begin{pmatrix}\alpha +i\beta \\\gamma \end{pmatrix}}{\Bigg |}\alpha ,\beta ,\gamma \in \mathbb {R} \right\},}
zatímco vezmeme-li za těleso množinu komplexních čísel {\displaystyle \scriptstyle \mathbb {C} }, jsou tři výše uvedené vektory lineárně závislé a výsledný lineární obal má na rozdíl od předchozího případu jen dva generátory
{\displaystyle \left\{{\begin{pmatrix}1\\0\end{pmatrix}},{\begin{pmatrix}i\\0\end{pmatrix}},{\begin{pmatrix}0\\1\end{pmatrix}}\right\}_{\text{lin}}\quad =\quad \left\{{\begin{pmatrix}\alpha \\\beta \end{pmatrix}}{\Bigg |}\alpha ,\beta \in \mathbb {C} \right\}\quad =\quad \mathbb {C} ^{2}.}
Ve druhém případě je tedy lineární obal zmíněných vektorů roven celému prostoru {\displaystyle \scriptstyle \mathbb {C} ^{2}}, přičemž v příkladu prvním tvořil pouhou vlastní podmnožinu. Rozdíl mezi reálným a komplexním tělesem v tomto případě tkví v tom, že zatímco vektor
{\displaystyle {\begin{pmatrix}i\\0\end{pmatrix}}}
je v prostoru nad komplexním tělesem pouhým násobkem vektoru
{\displaystyle {\begin{pmatrix}1\\0\end{pmatrix}},}
v prostoru nad reálným tělesem je nutno brát tyto dva vektory jako dva různé. Imaginární jednotka totiž není reálné číslo.